# فرانسيس غرينسلاد
فرانسيس غرينسلاد (بالإنجليزية: Frances Greenslade)‏ (1961)؛ روائية كندية. درست في جامعة كولومبيا البريطانية.